# Lars Vegard
Lars Vegard (Vegårshei, 3 febbraio 1880 – Oslo, 21 dicembre 1963) è stato un fisico e politico norvegese.Egli fu uno dei pionieri della cristallografia, diede diversi contributi alla scienza dei materiali e alla scienza delle aurore boreali. In aggiunta, con la legge di Vegard, l'unica legge della natura formulata da un norvegese fu a suo nome.

## Biografia
Egli nacque a Vegårshei come figlio del contadini Nils Gundersen Grasaasen (1840–1886) e Anne Grundesdatter Espeland (1839–1930). Frequentò le scuole medie di Risør, mentre il suo fratello maggiore badava alla fattoria di famiglia dopo la morte prematura del padre. Successivamente si iscrisse alla Royal Frederick University, attualmente chiamata Università di Oslo, dove si laureò nel 1905.
Dal 1906 lavorò come assistente di Kristian Birkeland, ricercatore sulle aurore polari e autore del processo Birkeland-Eye. Nel 1907 Birkeland aiutò Vegard a percepire un contributo statale per lo studio della capacità dei gas di essere conduttori di elettricità al prestigioso laboratorio Cavendish a Cambridge.
Alla fine, però, Vegard non rimase per molto su questa tematica, con una sua pubblicazione sotto la supervisione del suo mentore J. J. Thomson sulla osmosi nel 1908. L'anno seguente egli venne assunto da William Henry Bragg, il quale usava visitare Cambridge regolarmente, per uno studio sui raggi X. Bragg, convinto della loro natura corpuscolare, divenne presto turbato dall'esperimento di Charles Barkla sulla loro polarizzazione, il quale dimostrò la loro natura come onde elettromagnetiche e Vegard riuscì a ripetere l'esperimento con successo.
Le università britanniche, in quel periodo, non conferivano dottorati di ricerca, quindi nel 1910 Vegard se ne tornò ad Oslo a condurre i suoi studi sulle aurore polari sotto la supervisione di Birkeland. Nel 1911 riuscì ad ottenere un'altra borsa di studio e andò all'università di Würzburg per studiare i raggi anodici, i quali erano rilevanti per la sua ipotesi sulla presenza di ioni positivi nelle aurore, sotto la supervisione di Wilhelm Wien per un altro anno. Nel 1912 pubblicò “Über die Lichterzeugung in Glimmlicht und Kanalstrahlen” su Annalen der Physik, conferendogli, così, il suo dottorato di ricerca nel 1913.
In Germania egli ascoltò la lezione di Max Von Laue che voleva proporre l'idea della cristallografia a raggi X. A Vegard piacque molto e scrisse una lettera dettagliata a Bragg dove gli propose l'idea.
Durante la Prima guerra mondiale, il fisico norvegese, contrariamente ai suoi colleghi della parte continentale dell'europa occidentale, non venne disturbato da alcuno studio per fini militari e riuscì a comunicare sia con fisici britannici che tedeschi, pubblicando la sua analisi dei raggi X su reticoli cristalli (per esempio di oro, argento, piombo e zircone)  sia sul Philosophical Magazine sia su Physikalische Zeitschrift. Assieme a Schjelderup, inoltre, studiò i cristalli misti.
Vegard ottenne il titolo di research fellow in fisica dal 1908 al 1910 alla Royal Frederick University. Negli anni egli continuò ad avanzare nella carriera accademica, e lavorò come docente dal 1913 al 1918 e professore dal 1918 al 1952. Egli divenne anche decano alla Facoltà di Matematica e delle Scienze naturali dal 1937 al 1941.

## Contributi scientifici
Vegard condusse ricerche sulle aurore polari, sui raggi canale e X, sulla radiazione cosmica, su questioni di cristallografia, sulla luminescenza. Insieme a O. Krogness, Vegard pubblicò il libro The position in space of the aurora polaris, from observations made at the Haldde-observatory, 1913-14.
Nel 1939, dimostrò l'emissione di idrogeno nelle aurore boreali e nel 1948 scoprì l'influenza dell'effetto Doppler nelle righe a 21 cm dell'idrogeno neutro nelle aurore boreali. Vegard, inoltre, scoprì le bande di Vegard-Kaplan nello spettro delle aurore boreali, assieme a Kaplan, che le esaminò nella postluminescenza dell'azoto.
Inoltre, egli scoprì la legge di Vegard, contribuì a più di 100 pubblicazioni accademiche e fu uno dei presidenti del consiglio di amministrazione del Det norske institutt for kosmisk fysikk dal 1928 al 1935 e dal 1939 al 1955.

## Onorificenze e premi
Egli divenne un membro della Accademia norvegese delle scienze e delle lettere dal 1914, vicepresidente dell'Unione internazionale di fisica pura e applicata dal 1932 al 1940 e Commendatore dell'Ordine reale norvegese di Sant'Olav.

## Carriera politica
Vegard ebbe, inoltre, una carriera politica, come rappresentante del Partito Liberale nel consiglio comunale di Aker dal 1938 al 1945.